# Fridge
Fridge est un groupe de post-rock à tendance électronique britannique, originaire de Putney, en Angleterre. 

## Biographie
Le groupe est formé en 1994 à Putney par les camarades de classe Kieran Hebden, Adem Ilhan, et Sam Jeffers. Leur style musical est principalement instrumental, et basé sur la guitare, la basse, la batterie et des sons électroniques. Initialement, Kieran Hebden jouait de la guitare, Adem Ilhan de la guitare basse et Sam Jeffers de la batterie, mais Hebden et Ihlan ont rapidement commencé à jouer d'une grande diversité d'instruments, et depuis leur album Eph, sorti en 1999, le sampleur prend un rôle de plus en plus important dans leurs compositions.
La compilation Sevens and Twelves est publiée le 19 octobre 1998. Il comprend deux CD regroupant tous les singles et EP enregistrés pour Output Recordings (Lojen, Anglepoised, Lign et Orko), précédemment uniquement disponibles en vinyle. Kieran Hebden se lance dans une carrière solo sous le nom de Four Tet, alors que les deux autres membres sont à l'université[Quand ?]. 
Fridge publie son quatrième album, Happiness, en 2001 au label Temporary Residence. En 2004, Adem Ilhan, sous le pseudonyme Adem, sorti un album solo intitulé Homesongs, puis un autre en 2006, Love and Other Planets. Le trio sort en juillet 2007 son cinquième album The Sun. Les trois musiciens ont à l'occasion aussi travaillé en accompagnement de Badly Drawn Boy, et remixent leur single Another Pearl.

## Discographie

### Albums studio
- 1997 : Ceefax (10 mars 1997 sur Output Recordings)
- 1998 : Semaphore (16 mars 1998 sur Output)
- 1999 : Eph (avril 1999 sur Go! Beat Records, réédition en 2002 sous le nom de Eph Reissue, avec des ajouts, sur Temporary Residence/Brainwashed)
- 2000 : Happiness (2000 sur Domino Records, puis le 24 septembre 2001 sur Text Records)
- 2007 : The Sun (juillet 2007 sur Rough Trade en Europe, Temporary Residence aux États-Unis et Tower Records au Japon)

### Compilation
- 1998 : Sevens and Twelves (19 octobre 1998)

### Singles et EP
- 1997 :  Lojen (Output Recordings)
- 1997 : Anglepoised (Output)
- 1998 : Lign (EP, Output)
- 1998 : Orko EP (Output)
- 1999 : Kinoshita Terasaka EP (Go! Beat)
- Of EP (Go! Beat)